# Bajtkowo (przystanek kolejowy)
Bajtkowo – przystanek osobowy, a dawniej stacja kolejowa w Bajtkowie, w województwie warmińsko-mazurskim, w Polsce. Dziennie jeżdżą tu 2 pary pociągów osobowych z Ełku i Olsztyna. Przez wiele lat do stacji docierała linia komunikacji miejskiej nr 4 z Ełku obsługiwana przez Miejski Zakład Komunikacji.  

## Ruch pasażerski
| Rok  | Wymiana pasażerska na dobę |
| ---- | -------------------------- |
| 2017 | 0-9                        |
| 2022 | 0-9                        |

W ramach prac modernizacyjnych rozebrane zostały tory dodatkowe, wybudowano nowy jednokrawędziowy peron.   

## Linki zewnętrzne

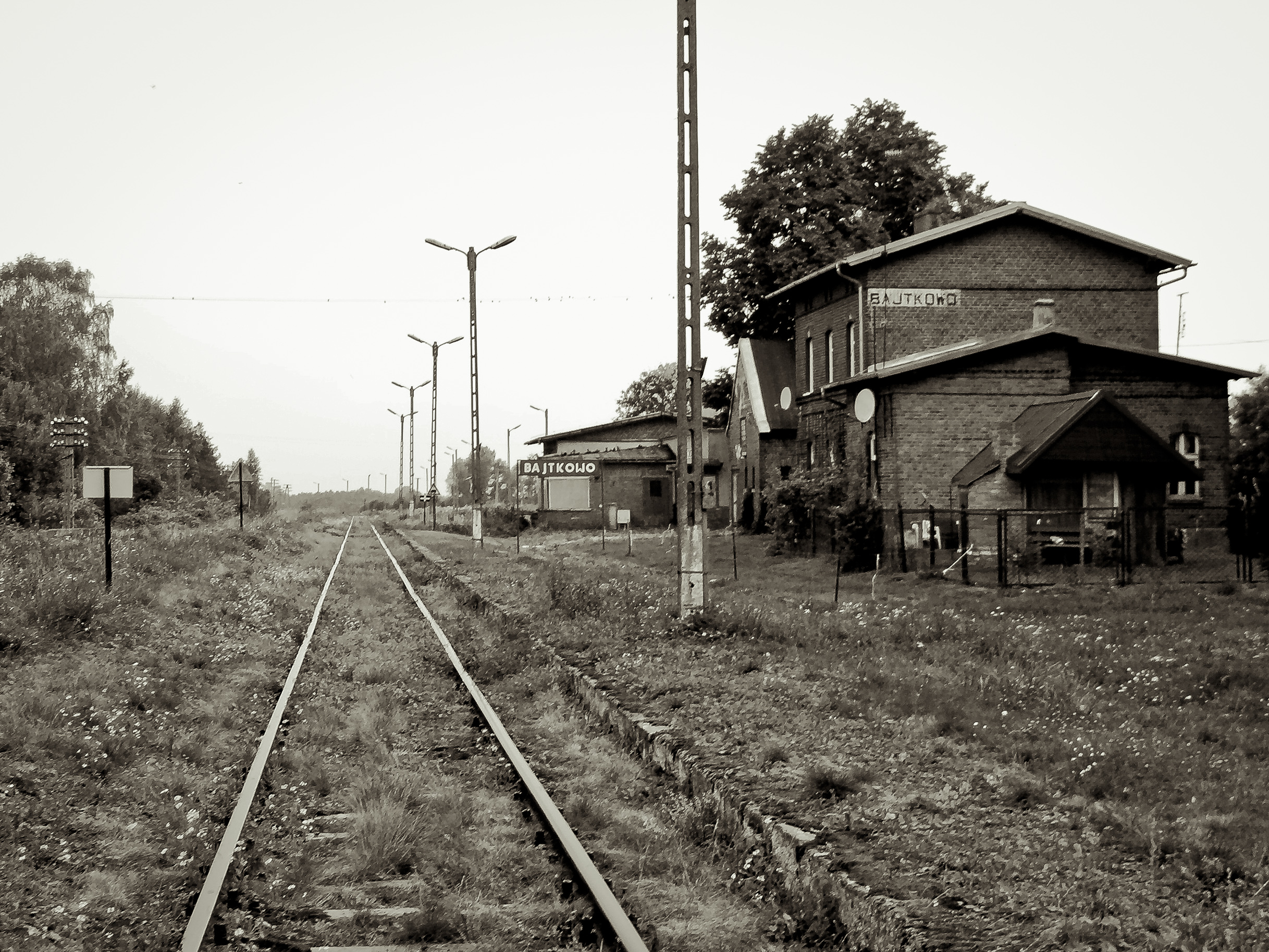
Widok na przystanek od strony torów.

## Połączenia
- Biała Piska
- Ełk, Ełk Szyba Zachód
- Olsztyn Główny
- Pisz
- Ruciane-Nida
- Szczytno